# Дело Хёрст против Соединённого Королевства (№2)
Хёрст против Соединенного Королевства (№ 2) (2005 г.) ECHR 681 — дело Европейского суда по правам человека, в котором суд постановил, что полный запрет британским заключенным пользоваться правом голоса противоречит Европейской конвенции о правах человека. Следует учитывать, что Суд не постановил, что всем заключенным должно быть предоставлено право голоса. Скорее, он постановил, что если избирательное право должно быть отменено, то эта мера должна быть совместима со статьей 3 Первого протокола, который возлагает на Великобританию бремя оправдания своего отхода от принципа всеобщего избирательного права .

## Факты
Джон Хёрст, заключенный, отбывающий наказание за непредумышленное убийство был лишён права голоса в соответствии с разделом 3 Закона о народном представительстве (Representation of the People Act) 1983 года  который запрещает осуждённым заключённым голосовать во время их заключения в пенитенциарном учреждении. В 2001 году Хёрст подал иск в Высокий суд, но дело было закрыто. Позже в 2001 году он подал жалобу в Европейский суд по правам человека.

## Решение
В 2004 году Палата Европейского суда по правам человека в деле Хёрст против Великобритании (№ 2) (2006) 42 EHRR 41 единогласно постановила, что имело место нарушение права Хёрста, гарантированное статьей 3 Первого протокола. Великобритания подала апелляцию в Большую Палату, и 6 октября 2005 г. Палата вынесла решение в пользу Хёрста большинством голосов (двенадцать против пяти). Суд установил, что ограничение избирательного права заключенных нарушает Статью 3 Протокола 1 Европейской конвенции о правах человека ;
После того, как дело принято ЕСПЧ, надзор за исполнением решения Суда возлагается на Комитет министров. Британское правительство первоначально пыталось принять закон, дающий заключенным право голоса Это было отклонено британским парламентом, и с тех пор правительство неоднократно заявляло, что заключенным не будет предоставлено право голоса, несмотря на постановление.
В Великобритании суд критиковали за якобы чрезмерную навязчивость в областях, которые считаются прерогативой национальных судов и парламента; Кеннет Кларк и Доминик Грив утверждали, что Суд не предоставляет государствам достаточной свободы усмотрения. Спорным является требование суда о либерализации права голоса для заключенных, решение, которое Дэвид Кэмерон назвал «полностью неприемлемым». Кэмерон также заявил, что концепция прав человека «искажается» и «дискредитируется» ЕСПЧ, поскольку разумные решения, принятые на национальном уровне, не были соблюдены судом.

## Значимость
Статья 1 Европейской конвенции гласит, что «Высокие Договаривающиеся Стороны обеспечивают каждому, находящемуся под их юрисдикцией, права и свободы, определенные в Разделе I настоящей Конвенции». Суд добавил:
"Из этого положения следует, что государства-участники несут ответственность за любое нарушение защищаемых прав и свобод любого человека, находящегося в пределах их «юрисдикции» - или компетенции - во время нарушения...
....Однако необходимо повторить, что для целей Конвенции единственным актуальным вопросом является международная ответственность государства, независимо от национального органа власти, которому вменяется нарушение Конвенции во внутренней системе...
...Хотя не исключено, что государства столкнутся с трудностями в обеспечении соблюдения прав, гарантированных Конвенцией, во всех частях своей территории, тем не менее, каждое государство-участник Конвенции несет ответственность за события, происходящие в пределах его национальной территории.
Кроме того, Конвенция не просто обязывает высшие органы самих Договаривающихся Государств уважать права и свободы человека; она также влечет за собой то, что для обеспечения пользования правами и свободами человека эти органы должны предотвращать или устранять любые нарушения на подчиненных уровнях....Высшие органы государственной власти обязаны требовать от своих "подчиненных" соблюдения Конвенции и не могут скрывать свою неспособность обеспечить ее соблюдение. . .
...Общая обязанность, возложенная на государство статьей 1 Конвенции, влечет за собой и требует внедрения национальной системы, способной обеспечить соблюдение Конвенции на всей территории государства для всех лиц. 
Суд повторяет, что в международном праве выражение «правительственная организация» не может относиться только к правительству или центральным органам государства. Обязательства по Конвенции относятся к любому национальному органу, выполняющему государственные функции".
[2009] ECHR 2260